# Ágh Attila
Ágh Attila (Budapest, 1941. július 15. –) magyar filozófus, politológus, egyetemi tanár.

## Életpályája
1959-ben vették fel az Eötvös Loránd Tudományegyetemre, ahol a filozófia-történelem szakon tanult és 1964-ben végzett. 1966 és 1967 között Nancy-ben végzett tanulmányokat. 1964 és 1980 között az MTA Filozófiai Intézetében dolgozott. 1980-tól 1990-ig a Külügyi Intézet igazgatóhelyettese, megbízott igazgatója volt. Előadásokat tartott a Párttörténeti Intézetben is. Ezután a Marx Károly Közgazdaságtudományi Egyetem politikatudományi előadója, tanszékvezető egyetemi tanára volt. 1999 és 2002 között Széchenyi ösztöndíjas volt.
2001-től 2004-ig a Magyar Tudományos Akadémia közgyűlési képviselője, a Politikatudományi Bizottság tagja volt. Az 1970-es évek végén Tanzániában, az 1980-as évek elején Indiában, majd Bécsben volt vendégprofesszor.

## Művei
Több mint húsz filozófiai, politikatudományi és társadalomelméleti könyvet írt, emellett számos tudományos ismeretterjesztő kötetet is jegyzett, például a Betemetett nyomok, emlékek rönkje című könyvet a korai civilizációkról.
- Az őstörténet aktualitása. A marxista őstörténet-elmélet fejlődéséhez; Kossuth, Bp., 1973
- A materialista történetfelfogás születése. A Gazdasági-filozófiai kéziratok történetfelfogása; Kossuth, Bp., 1974
- A történelem kérdőjelei. Tanulmányok; Magvető, Bp., 1974 (Elvek és utak)
- Bevezetés a marxizmus-leninizmus társadalom- és történetelméletébe; Oktatási Minisztérium, Bp., 1975 (A filozófia időszerű kérdései)
- A marxi történetfilozófia kialakulása; Akadémiai, Bp., 1975
- "A német ideológia" történetfelfogása; Akadémiai, Bp., 1976
- Tudományos-technikai forradalom és művelődés. Filozófiai tanulmányok; Magvető, Bp., 1977 (Elvek és utak)
- A termelő ember világa. A polgári politikai gazdaságtan emberfelfogásának marxi kritikája; Kossuth, Bp., 1979
- Labyrinth in the mode of production controversy; Institute for World Economics of the HAS, Bp., 1980 (Studies on developing countries)
- Betemetett nyomok, emlékek rönkje. Világtörténelmi utazás a korai civilizációkban; Móra, Bp., 1981
- Uralkodó osztályok Fekete-Afrikában; MTA Szociológiai Intézet, Bp., 1983 (Műhelytanulmányok. Elmaradottság és modernizáció)
- National development in the third world; Institute for World Economics of the HAS, Bp., 1984 (Studies on developing countries)
- A politika világa. A marxista politikaelmélet alapvonásai; Kossuth, Bp., 1984
- A polgári demokrácia mítosza és valósága; Kossuth, Bp., 1986
- Globális kihívás; Magvető, Bp., 1987 (Gyorsuló idő)
- "Népek hazája, nagyvilág...". A világrendszer-elméletek történetéhez; Akadémiai, Bp., 1988 (Kérdőjel)
- Demokratikus szocializmus. A szocializmus alapértékei és a marxizmus hegemóniája; Zrínyi, Bp., 1989 (Álláspontunk)
- Konfliktusok, háborúk; Zrínyi, Bp., 1989
- Az önszabályozó társadalom. A civil társadalom Nyugat- és Kelet-Európában; Kossuth, Bp., 1989
- A századvég gyermekei. Az államszocializmus összeomlása a nyolcvanas években; Közgazdasági és Jogi, Bp., 1990 (Fehéren feketén)
- A világkapitalizmus termelési módjainak története. 16-19. század; Budapesti Közgazdaságtudományi Egyetem Társadalomelméleti Kollégiuma, Bp., 1990
- Emerging democracies in East Central Europe and the Balkans; Elgar, Cheltenham–Northampton, 1998 (Studies of communism in transition)
- The politics of Central Europe; Sage, London–Thousand Oaks–New Delhi, 1998 (Sage politics texts)
- Rendszerváltók a baloldalon. Reformerek és reformkörök, 1988-1989. Válogatott dokumentumok; vál. és sajtó alá rend. Ágh Attila, Géczi József, Sipos József; Kossuth, Bp., 1999
- Demokratizálás és európaizálás. A korai konszolidáció keservei Magyarországon; Villányi úti Konferenciaközpont és Szabadegyetem Alapítvány, Bp., 2002 (Villányi úti könyvek)
- Ungarn zwischen zentralistischer Mehrheitsdemokratie und europäischer Mehrebenendemokratie; Friedrich-Ebert-Stiftung, Bonn, 2002 (Politikinformation Osteuropa)
- Anticipatory and adaptive Europeanization in Hungary; Hungarian Centre for Democracy Studies, Bp., 2003 (Together for Europe series)
- Ágh Attila–Rózsás Árpád–Zongor Gábor: Európaizálás és regionalizálás Magyarországon; ÖNkor PRess, Bp., 2004 (Jótár)
- A magyar esély. Magyarország Európa-politikája; Nemzeti Tankönyvkiadó, Bp., 2004 (Európai iskola)
- EU foreign policy in a global world: transformative linkage politics and the role of smaller states. First draft. A new international role for small(er) states? CEPSA Annual Conference, 2005, Vienna, 19-21 May; s.n., s.l., 2005
- Fehér könyv. Magyarország 2015. Jövőképek; összeáll. Ágh Attila, Tamás Pál, Vértes András; MTA Szociológiai Kutatóintézet, Bp., 2006
- A közigazgatási reform új perspektívái; szerk. Ágh Attila, Somogyvári István; ÚMK, Bp., 2006 (Stratégiai kutatások – Magyarország 2015, 3.)
- Eastern enlargement and the future of the EU27: EU foreign policy in a global world; "Together for Europe" Research Centre of the HAS, Bp., 2006 (Together for Europe series)
- Az intézményi reformok Zöld könyve: a szinergiák éneke. Második változat; Belügyminisztérium, Bp., 2006
- Magyarország az Európai Unióban. Az aktív Európa-politika kezdetei; Századvég, Bp., 2006 (A Budapesti Kommunikációs Főiskola tankönyvei)
- Ágh Attila–Mocsári József–Ferencz Alexandra: Public policy-making in the EU after enlargement; "Together for Europe" Research Centre and Foundation, Bp., 2007 (Together for Europe series)
- Ágh Attila–Csák Erika–Varga Gyula: Laosz. Az égből alászállott birodalom; Kossuth, Bp., 2009
- Ágh Attila–Csák Erika–Varga Gyula: Vietnam, a felszálló sárkány országa; Kossuth, Bp., 2010
- Ágh Attila 70. Közpolitika, Európai Unió, reformok; Demokrácia Kutatások Magyar Központja Közhasznú Alapítvány–Kossuth, Bp., 2011
- Ágh Attila–Varga Gyula: Malajzia, Szingapúr. A kulturális szivárvány országai; Kossuth, Bp., 2011
- Ágh Attila–Varga Gyula: Marokkó. Az iszlám csodaországa; Kossuth, Bp., 2013
- Ágh Attila–Vértes András–Fleck Zoltán: Tíz év az Európai Unióban. Felzárkózás vagy lecsúszás?; Kossuth, Bp., 2014
- 10 years after. Multi-level governance and differentiated integration in the EU; szerk. Ágh Attila, Kaiser Tamás, Koller Boglárka; Blue Ribbon Research Centre King Sigismund Business School, Bp., 2014 (Together for Europe series, 19.)
- Ágh Attila–Csák Erika: Kuba. Dél-Amerika kapuja; Kossuth, Bp., 2015
- A politika alulnézetben. A politika világa a nyugat-európai demokráciában; Noran Libro, Bp., 2017 (Progress könyvek)
- Ágh Attila–Varga Gyula–Csák Erika: Indonézia ékkövei. Jáva és Bali; Kossuth, Bp., 2017
- Ágh Attila–Csák Erika: Mexikó és Guatemala. Titokzatos civilizációk nyomában; Kossuth, Bp., 2018
- Civilizációs válság Magyarországon; Noran Libro, Bp., 2018 (Progress könyvek)
- Ágh Attila–Csák Erika: Malajzia, Szingapúr. A kulturális szivárvány országai; Kossuth, Bp., 2018
- A tökéletes autokrácia tündöklése és bukása; Gondolat, Bp., 2023 (Progress könyvek)

## Díjai, elismerései
- Bibó István-díj (1997)
- Pro Urbe Budapest (2003)
- Szent-Györgyi Albert-díj (2005)
- A Magyar Köztársasági Érdemrend középkeresztje (2007)
- Húszéves a Köztársaság díj (2009)
- Hazám-díj (2023)[4]